# (16522) Tell
(16522) Tell (1991 AJ3) – planetoida z pasa głównego asteroid okrążająca Słońce w ciągu 5,69 lat w średniej odległości 3,19 j.a. Odkryta 15 stycznia 1991 roku.